# Une fille aux yeux clairs
Singles de Michel Sardou
Je veux l'épouser pour un soir
(1974) Un accident
(1975)
Une fille aux yeux clairs est une chanson de Michel Sardou, sortie en single en novembre 1974. Les paroles sont de Michel Sardou et Claude Lemesle, la musique est composée par Jacques Revaux.
Il s'agit d'une des plus célèbres chansons de Michel Sardou sur un thème qui est récurrent dans sa carrière, celui des relations filiales.

## La chanson
Elle est l'éloge d'une mère fait par son fils, sublimant sa jeunesse et sa beauté.
« Je n'aurais jamais cru que ma mère ait su faire un enfant / Si je n'avais pas vu cette blonde aux yeux clairs, cette fille aux seins blancs ».

## Pochette
Il existe quatre versions de la pochette : 
- Pochette papier granulé. Label noir plastifié.
- Pochette papier cartonné lisse. Imprimerie Dillard. Logo noir papier
- Pochette papier lisse. Label noir
- Pochette papier granulé. Imprimerie A.R.E.A.C.E.M. Label vert

## Autres éditions

### En Allemagne
En Allemagne, Une fille aux yeux clairs est reléguée en face B du single Le bon temps c'est quand ?, soit le contraire de l'édition publiée en France.

### Sur la réédition de l'albumLa Maladie d'amour
La réédition de l'album La Maladie d'amour (1973), sous le label AZ en 2004, inclut ce titre, qui est intégré, sur la face B, parmi d'autres chansons parues en 1974.

## Classements et certifications
| Classement (1974-75)                    | Meilleure position |
| --------------------------------------- | ------------------ |
| Belgique (Wallonie Ultratop 50 Singles) | 9                  |
| France (SNEPA)                          | 2                  |
| Pays-Bas (Nederlandse Top 40)           | 36                 |
| Pays-Bas (Nationale Hitparade)          | 26                 |
| Québec (Palmarès francophone)           | 4                  |

| Pays           | Classement (1974) |
| -------------- | ----------------- |
| France (SNEPA) | 8                 |

| Pays           | Certification | Date | Ventes          |
| -------------- | ------------- | ---- | --------------- |
| France (SNEPA) | Or            | 1974 | Plus de 600 000 |